# Radolfzeller Aach
De Radolfzeller Aach is een 32 kilometer lange rivier in de Duitse deelstaat Baden-Württemberg. De bron bevindt zich in Aach, en staat ook wel bekend als de Aachquelle. De monding bevindt zich bij Radolfzell am Bodensee waar de rivier uitmondt in het Bodenmeer.

## Verloop

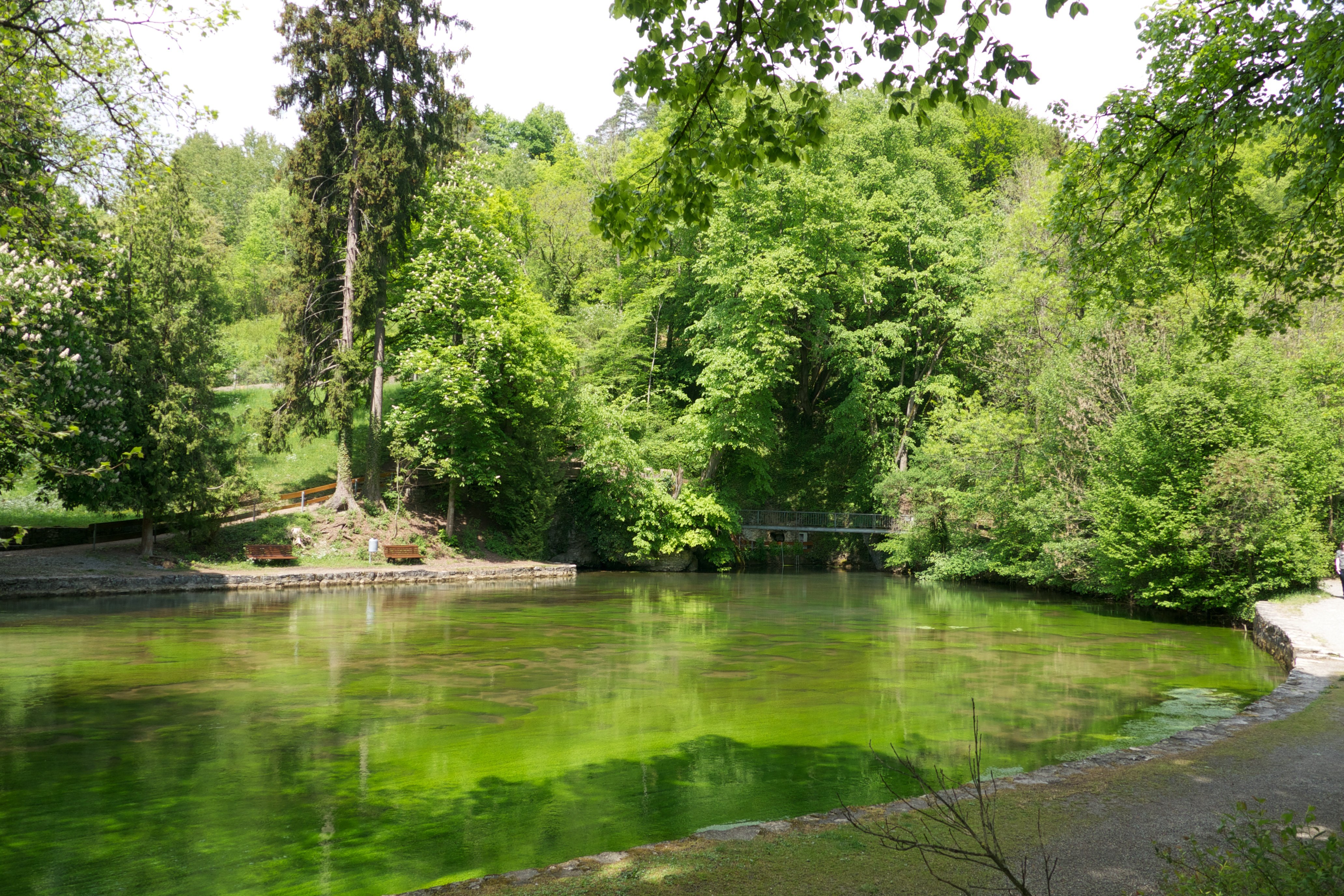
De Aachquelle

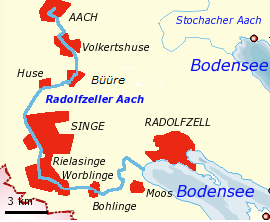
Kaart, in Alemannisch dialect, van het verloop van de Radolfzeller Aach

De bron van de Radolfzeller Aach, de Aachquelle bevindt zich in Aach. Hier ontvangt de rivier water van een ondergrondse loop van de Donau. Dit Donauwater is afkomstig uit de Donauversickerung of Donauversenkung. Hier bevinden zich een aantal zinkgaten. Op deze plekken zinkt de Donau de grond in en komt later op plekken zoals de Aachquelle weer aan de oppervlakte. Nadat de Radolfzeller Aach de bron heeft verlaten en zich voortzet als een rivier, splitst ze zich in twee takken.
Een van deze takken drijft het molenrad van de "Jägersmühle" aan. Hier is tevens een vistrap gerealiseerd. Verder stroomafwaarts, na het verlaten van Aach, is er ook een vistrap gerealiseerd in een oude loop van de Radolfzeller Aach. Later kruist de nieuwe loop de oude loop door middel van een soort aquaduct. Later komen deze twee lopen weer bij elkaar. Verder stroomafwaarts bereikt de waterloop Volkertshausen waar ze zich weer in twee vertakkingen splitst.
Stroomafwaarts komen deze twee vertakkingen wederom bij elkaar. Kort nadat de rivier Volkertshausen heeft verlaten, stroomt ze veelal door bosrijk gebied tot het meer verstedelijkte gebied van de stad Singen wordt bereikt. Hier is de waterloop, zowel vroeger als in het heden, van belang om molenraderen van watermolens aan te drijven. Kort na het verlaten van het stedelijke gebied van Singen wordt het natuurgebied Radolfzeller Aachfried bereikt, dat tevens de monding van de Radolfzeller Aach in het Bodenmeer omvat.

## Geografie
- Het stroomgebied van de Radolfzeller Aach heeft een oppervlakte van 261 km². Aangezien de Radolfzeller Aach 130 dagen per jaar volledig door de Donau wordt gevoed, behoort de bovenloop van de Donau de facto tot het stroomgebied van de Radolfzeller Aach en zo tot het stroomgebied van de Rijn. Als je het stroomgebied van de bovenloop van de Donau meerekent, heeft het stroomgebied van de Radolfzeller Aach een oppervlakte van 1.560 km².
- Aangezien de Radolfzeller Aach ontspringt op een hoogte van 475 meter boven zeeniveau en uitmondt op een hoogte van 395 meter boven zeeniveau, heeft de rivier een verval van 80 meter.
- De rivier loopt geheel door Duitsland, door de deelstaat Baden-Württemberg.
- De Radolfzeller Aach begint bij Aach, deze bron wordt ook wel de Aachquelle genoemd. En de Radolfzeller Aach mondt uit in het Bodenmeer, in het natuurgebied Radolfzeller Aachfried.

### Afvoer
Het gemiddelde debiet van de Radolfzeller Aach bedraagt bij Rielasingen-Worblingen zo'n 9,22 m³/s. In droge perioden bedraagt het debiet echter maar 3,81 m³/s, terwijl er in natte perioden zo'n 22,8 m³/s wordt afgevoerd. In uiterst droge perioden kunnen er lage waarden tot 1,71 m³/s verwacht worden, terwijl in uiterst natte perioden een afvoer van 38,6 m³/s niet ongebruikelijk is.

## Trivia

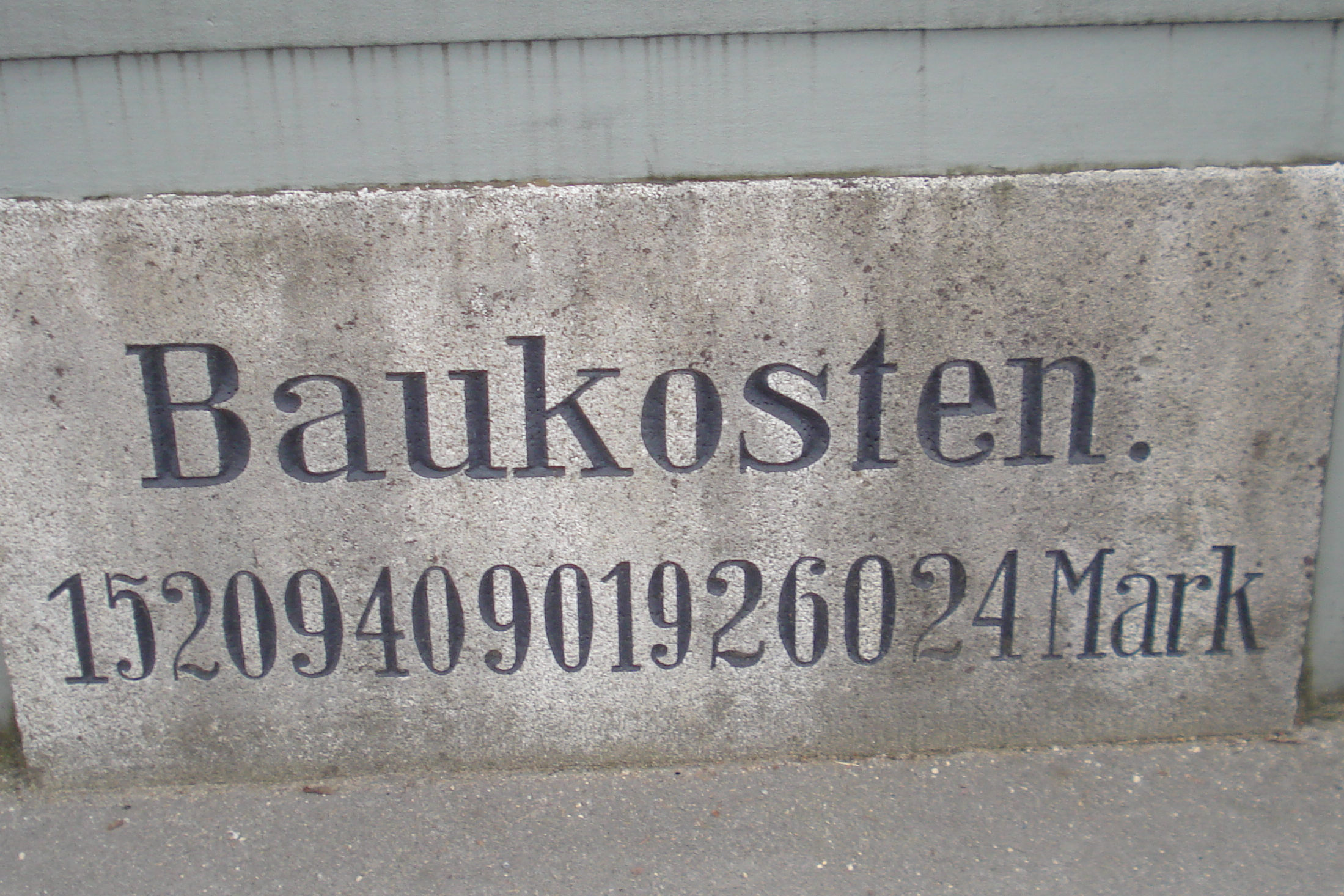
Prijskaartje van de brug

Te Singen ligt in de Bundesstraße 34 de Scheffelbrücke over de Radolfzeller Aach. Deze brug, genoemd naar Joseph Victor von Scheffel, een romanschrijver, werd gebouwd in 1923. In dat jaar deed zich de beruchte Duitse hyperinflatie voor, waardoor één Duitse Rijksmark nauwelijks enige waarde had. Op de brug is af te lezen, hoeveel Mark de bouw van de brug gekost had (1.520.940.901.926.024 Mark); gekscherend wordt de Scheffelbrücke daarom wel de duurste brug ter wereld genoemd.
- Nationale Bibliotheek van Tsjechië: ge1155293
- Virtual International Authority File: 240555478